# Comovirinae
Comovirinae es una subfamilia de virus de la familia Secoviridae que infectan a plantas. Contienen un genoma ARN monocatenario positivo y por lo tanto se incluyen en el Grupo IV de la Clasificación de Baltimore. Comprende los siguientes géneros:
- Género Comovirus; especie tipo: Virus del mosaico del caupí.
- Género Fabavirus; especie tipo: Virus del marchitamiento del haba.
- Género Nepovirus; especie tipo: Virus de las manchas anilladas del tabaco.

- Datos: Q3772836
- Especies: Comovirinae